# Viva Piñata
Viva Piñata est une série de jeux vidéo de Rare lancée en 2006.
Elle met en scène des animaux dont l'aspect rappelle les piñata.

## Histoire du développement
L'origine de Viva Piñata est un concept de jeu d'entretien de jardin créé par Tim Stamper, le cofondateur de Rare, en 2002 pour Pocket PC. Le jeu a été ensuite prototypé par trois personnes alors que l'entreprise était encore affiliée à Nintendo (et pas encore rachetée par Microsoft).

## Titres
- 2006 : Viva Piñata
- 2007 : Viva Piñata: Party Animals (en)
- 2008 : Viva Piñata 2 : Pagaille au paradis
- 2008 : Viva Piñata: Pocket Paradise

## Série animée
La licence a été déclinée en série animée en 2006.